# AirPods Pro

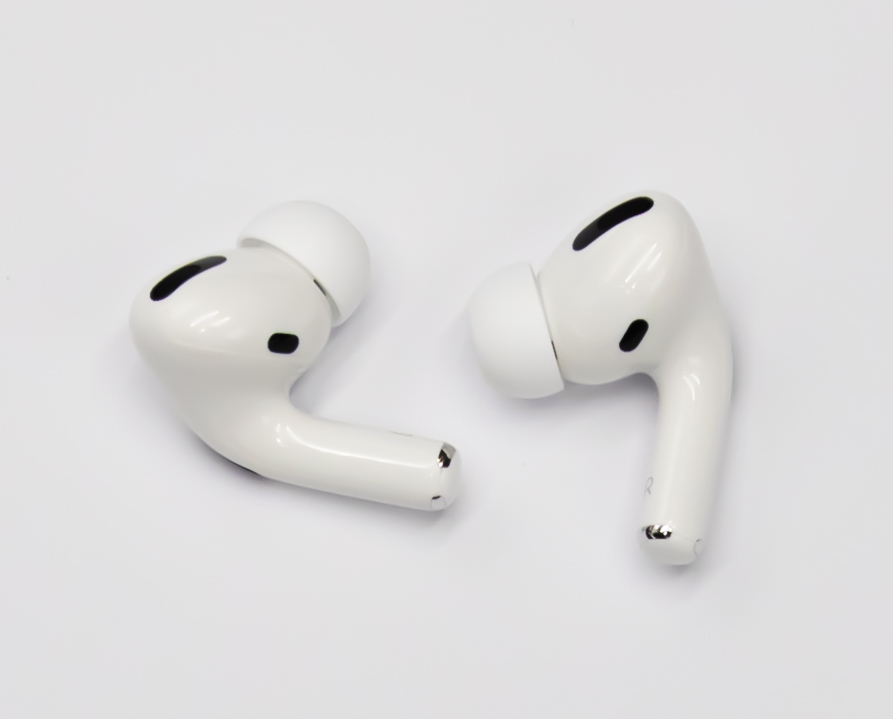
AirPods Pro

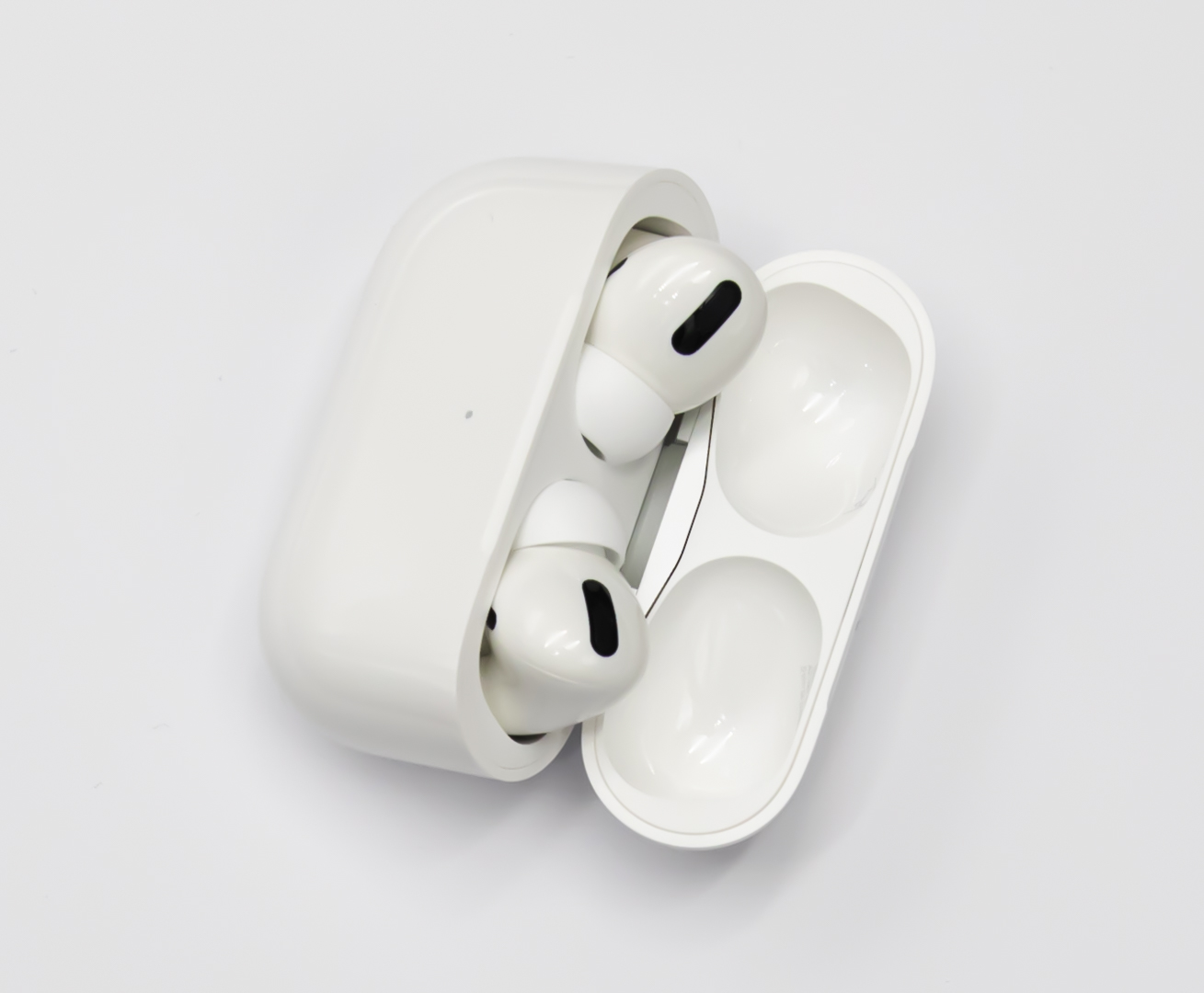
Ladeschale

Die AirPods Pro sind kabellose Bluetooth-Kopfhörer mit aktiver Geräuschunterdrückung des US-amerikanischen Unternehmens Apple. Sie stellen die High-End-Variante der AirPods dar und wurden am 28. Oktober 2019 angekündigt und am 30. Oktober 2019 zu einer unverbindlichen Preisempfehlung (UVP) von 279,00 Euro auf den Markt gebracht. Als System-on-a-Chip (SoC) kommt Apples hauseigener Apple H1 zum Einsatz.

## Übersicht
Das Design der AirPods Pro unterscheidet sich durch einen geringfügig größeren Ohreinsatz und einen kürzeren und dünneren aus dem Ohr ragenden Stab von dem der AirPods. Die AirPods Pro unterstützen aktive Geräuschunterdrückung (Active Noise Cancellation – ANC) und Adaptive EQ und werden mit einer neuen Ladeschale geliefert, die den Qi-Standard unterstützt. Im Zuge der Ankündigung der AirPods 3 wurde 2021 die Ladeschale der AirPods Pro revidiert und um die Unterstützung von MagSafe ergänzt. Im Lieferumfang inbegriffen ist ein USB-C-zu-Lightning-Kabel. Für ANC verwendet Apple zwei Mikrofone, von denen das eine nach außen gerichtet ist, um Außengeräusche zu erfassen und das andere nach innen, um Restrauschen zu erkennen und zu minimieren. Aufgrund von Patentstreitigkeiten wurde die ANC-Funktion bei der 1. Generation durch Firmware-Updates deutlich reduziert. Die aktive Geräuschunterdrückung kompensiert die Umgebungsgeräusche und passt dabei das Tonsignal 200 Mal pro Sekunde an. Die AirPods Pro verfügen zudem über ein spezielles Belüftungssystem zum Druckausgleich, mit dem ein Gefühl des Unwohlseins verhindert werden soll. Des Weiteren sind sie nach dem IPX4-Standard spritzwassergeschützt. Durch einen Druck auf den Drucksensor am Stab kann zwischen aktiver Geräuschunterdrückung und dem Transparenzmodus, der auch Umgebungsgeräusche zulässt, gewechselt werden. In einem dritten Modus werden Außengeräusche weder aktiv unterdrückt noch aktiv verstärkt. Zudem lässt sich die Musik stoppen und überspringen. Das Case der AirPods hat einen Akku mit einer Größe von 519 mAh. Apple verspricht mit diesem eine Wiedergabedauer der AirPods von mehr als 24 Stunden und ohne das Case eine Laufzeit von bis zu 4,5 Stunden. Das Case kann induktiv gemäß Qi-Standard oder über seinen Lightning-Anschluss geladen werden.

## Kompatibilität
Die AirPods Pro werden ab iOS 13.2, watchOS 6.1, tvOS 13.2 und macOS Catalina 10.15.1 unterstützt. Außerdem sind sie mit jedem Gerät, das Bluetooth 4.0 oder höher unterstützt, kompatibel, wobei einige Funktionen nur mit Geräten, die iCloud nutzen, verfügbar sind. Updates können auf die AirPods Pro jedoch nur mit einem iOS-Gerät eingespielt werden.

## Rezeption
Das Online-Magazin Spiegel Online bezeichnete die AirPods Pro in einem Kurztest als „gelungenes Upgrade“. Besonders gelobt wurde die Geräuschunterdrückung.

## AirPods Pro (2. Generation)
Am 7. September 2022 wurde die 2. Generation der AirPods Pro von Apple vorgestellt. Der neue H2 Chip bietet eine bessere Performance und soll eine bis zu zweimal bessere Geräuschunterdrückung bieten. Die Silikontips sind in einer weiteren Größe für kleinere Ohren erhältlich und am Ladecase ist eine Öse angebracht. 
Direkt an den AirPods kann auch mit Touch-Eingabe gesteuert werden: Die Lautstärke direkt an den Stäben zu verändern wurde ermöglicht. Auch die Akkulaufzeit soll verbessert worden sein und die Ladeschale kann neben MagSafe auch mit einem Ladegerät für die Apple Watch drahtlos geladen werden.
Am 12. September 2023 hat Apple im Zuge der Vorstellung der iPhone-15-Modelle, die nun mit einem USB-C-Anschluss ausgestattet sind, auch das Ladecase für die AirPods mit einem USB-C-Anschluss versehen.
Mit dieser Umstellung wurde Lossless-Audio in Verbindung mit der Vision Pro ermöglicht und die Wasserfestigkeit auf IP54 erhöht. Außerdem wurden mit den AirPods Pro 2 (USB-C) die Funktionen Adaptives Audio, Konversationserkennung und Personalisierte Lautstärke eingeführt, die auch mittels iOS17 auf die AirPods Pro 2 mit Lightning kommen.